# Edward Yeo-Thomas
Forest Frederick Edward Yeo-Thomas (* 17. Juni 1902 in London; † 26. Februar 1964 in Paris) war ein britischer Spion des Special Operations Executive im Zweiten Weltkrieg. Er arbeitete besonders in Vichy-Frankreich. Er war eine der Personen, die Ian Fleming als Vorlage für James Bond dienten.

## Leben
Edward Yeo-Thomas wuchs als Sohn eines Londoner Kohlenhändlers und seiner Frau auf. Die Eltern zogen mit ihm nach Dieppe in der Normandie. Er besuchte das Collège de Dieppe und das Pariser Lycée Condorcet und sprach darum fließend Französisch. Er wurde wegen Disziplinproblemen zwei Mal von der Schule verwiesen.
Yeo-Thomas diente im Ersten Weltkrieg in der US Army, indem er sich als 18-Jähriger ausgab. 1919 und 1920 kämpfte er im Polnisch-Sowjetischen Krieg auf Seiten der Polen. Er wurde gefangen genommen und sollte erschossen werden. Hier entkam er das erste Mal, indem er einen Bewacher erdrosselte.
Yeo-Thomas machte eine Mechanikerlehre bei Rolls-Royce und arbeitete später in Paris bei dem Modedesigner Edward Molyneux.
Mit Beginn des Zweiten Weltkriegs entkam er vor der vorrückenden deutschen Wehrmacht bei der Operation Dynamo und arbeitete zunächst als Dolmetscher für die Freien Franzosen unter Charles de Gaulle. Danach diente er bei der Royal Air Force, zuletzt im Rang eines Oberstleutnants und wurde für den Special Operations Executive (SOE) als Kontaktmann zum französischen Geheimdienst Bureau Central de Renseignements et d’Action (BCRA) eingesetzt. Er hatte bei der SOE den Codenamen Seahorse und Shelley, bei der Gestapo den Namen Weißes Kaninchen. Er wurde von RAF Tempsford aus das erste Mal am 25. Februar 1943 ausgeflogen und über dem besetzten Frankreich abgesetzt. Zusammen mit Pierre Brossolette und André Dewavrin konnte er bewirken, dass sich die Résistance stärker einte. Als er im Februar 1944 erneut mit dem Fallschirm landete, wurde er verraten und in der Pariser Métro-Station Passy festgehalten, ins Gestapo-Hauptquartier in die Avenue Foch gebracht, dort gefoltert und ins Gefängnis Fresnes gebracht. Er konnte fliehen, wurde wieder festgenommen und kam ins KZ Buchenwald bei Weimar. Dort versuchte er wieder zu fliehen, wurde gefangen genommen, gab sich als französischer Soldat aus und kam ins Stalag XX-B bei Marienburg (heute poln.: Malbork). Im April 1945 konnte er von dort entkommen.
Nach dem Zweiten Weltkrieg war er Zeuge der Anklage bei den Nürnberger Prozessen und bei den Dachauer Prozessen 1947. Im US-Prozess gegen Otto Skorzeny war er Zeuge der Verteidigung und sagte aus, auch er habe zur Tarnung die Uniform des Feindes getragen.
1967 sendete der BBC eine Miniserie über sein Leben, in der seine Rolle mit Kenneth More besetzt wurde.

## Ehrungen
- Georgskreuz
- Military Cross mit Spange
- Croix de guerre
- Kommandeur der Ehrenlegion

1972 wurde eine Straße im Pariser 13. Arrondissement nach ihm benannt. Am 31. März 2010 wurde er durch eine Plakette an dem Londoner Haus geehrt, das er mit seiner Frau Barbara bewohnt hatte.